# (34230) 2000 QF93
2000 QF93 (asteroide 34230) é um asteroide da cintura principal. Possui uma excentricidade de 0.15498800 e uma inclinação de 18.46622º.
Este asteroide foi descoberto no dia 25 de agosto de 2000 por LINEAR em Socorro.